# Inti Muñoz Santini
Inti Muñoz Santini (Chihuahua, Chihuahua; 4 de enero de 1974) es un político y funcionario mexicano que fue diputado federal de 2003 a 2006. Actualmente es Secretario de Vivienda del Gobierno de la Ciudad de México.

## Biografía
Inti Muñoz creció en la Ciudad de México. Es licenciado en Ciencias Políticas y Administración Pública por la Universidad Nacional Autónoma de México y maestro en Gestión de la Ciudad y Urbanismo por la Universidad Abierta de Cataluña. Desde muy joven se desempeñó en la política universitaria y en la izquierda mexicana. Fue dirigente del Consejo Estudiantil Universitario (CEU), importante movimiento estudiantil que durante las décadas de los ochenta y noventa defendió el carácter público de la educación superior en México así como la democratización de los órganos universitarios de gobierno. Ha sido activista por la paz y los derechos de los pueblos indios desde 1994, miembro del cuerpo de asesores e invitados del EZLN en los Diálogos de Paz en San Andrés Larráinzar en 1996, impulsor de diversas iniciativas sociales y culturales, así como funcionario público en los gobiernos de la Ciudad de México y Chiapas. Fue integrante de la dirección del Partido de la Revolución Democrática y de su Consejo Nacional entre 2002 y 2006. Participó activamente en las campañas presidenciales de Cuauhtémoc Cárdenas de 1994 y 2000 y destacadamente en el triunfo de la izquierda en la contienda por el primer gobierno electo democráticamente en la Ciudad de México en 1997.
A los 29 años fue elegido diputado federal para la LIX Legislatura. Como legislador fue vocero de la bancada del PRD, integrante de las Comisiones de Cultura y Educación, presidente del consejo editorial de la Cámara de Diputados y representante ante el Parlamento Latinoamericano.
Impulsó un amplio debate sobre las políticas culturales en México, logrando que fuera aprobada una nueva "Ley del Libro", el aumento de los presupuestos públicos destinados a la cultura y la educación superior, el reforzamiento de las políticas de preservación del patrimonio histórico, así como la aprobación de una reforma al artículo 226 de la Ley del Impuesto sobre la Renta para favorecer la producción de cine nacional.
Presentó una iniciativa para elevar a rango constitucional el "derecho a la cultura", la cual sería aprobada en 2009 por la siguiente Legislatura. También denunció distintos casos de corrupción de funcionarios del gobierno federal y trabajó a favor de los derechos de la comunidad de la diversidad sexual. En 2006 figuró por las defensas en tribuna de Andrés Manuel López Obrador durante las controvertidas elecciones del 2 de julio. Fundador junto con otros dirigentes del PRD como Pablo Gómez Álvarez, Clara Brugada, Salvador Martínez della Rocca, Alfonso Ramírez Cuéllar, Javier González Garza y Saúl Escobar de la corriente interna de ese partido denominada "Movimiento por la Democracia". De 2006 a 2008 fue secretario técnico de Proceso Legislativo del PRD en el Senado de la República. A finales de 2014 decidió abandonar su militancia en el PRD (junto a otros de sus dirigentes fundadores como Cuauhtémoc Cárdenas y Alejandro Encinas), como protesta frente al caso de Ayotzinapa.
De 2008 a 2015 fungió como director general del Fideicomiso del centro histórico de la Ciudad de México, nombrado por el entonces jefe de Gobierno del DF Marcelo Ebrard y ratificado en 2012 por el siguiente jefe de Gobierno del DF (Ahora Ciudad de México) Miguel Ángel Mancera. Durante su gestión fue aprobado por la UNESCO el Plan Integral de Manejo del centro histórico de la Ciudad de México 2011- 2018 y se dio un amplio proceso de regeneración urbana, conservación y rehabilitación de inmuebles históricos, peatonalización de calles y repoblamiento del sitio del patrimonio mundial más grande del continente americano. Fue diputado local suplente por Tlalpan en la Asamblea Legislativa del Distrito Federal de 2006 a 2009 e integrante del Consejo Consultivo del Frente Amplio Progresista. Cofundador de la iniciativa apartidista "Por México Hoy" junto a importantes figuras de la izquierda mexicana en 2015. Escribe en diversas publicaciones nacionales sobre temas de educación, cultura y política. Entre 2015 y 2018 fungió como especialista en desarrollo urbano y cultura en la UNESCO. Tras integrarse al Movimiento de Regeneración Nacional, en 2018 se integró a los equipos que diseñaron las propuestas de política cultural de la campaña electoral de Claudia Sheinbaum, posterior Jefa de Gobierno de la Ciudad de México, y del candidato presidencial Andrés Manuel López Obrador. En el gobierno de Sheinbaum, de 2018 a 2021 fue coordinador ejecutivo de la Secretaría de Cultura de la Ciudad de México y de 2021 a 2023 ocupó la Dirección general del Ordenamiento Urbano de la Ciudad de México. En julio de 2023 fue nombrado por el jefe de Gobierno Martí Batres Subsecretario de Gobierno de la Ciudad de México, para posteriormente ser titular de la Secretaría de Desarrollo Urbano y Vivienda de la Ciudad de México. En octubre de 2024 fue nombrado Secretario de Vivienda de la Ciudad de México por la actual Jefa de Gobierno de la capital mexicana Clara Brugada Molina.  